# 비늘꼬리주머니쥐
비늘꼬리주머니쥐(Wyulda squamicaudata)는 쿠스쿠스과에 속하며, 오스트레일리아 북서부 지역에서 발견되는 유대류의 일종이다. 웨스턴오스트레일리아주 킴벌리 지역에 제한적으로 분포한다. 비늘꼬리주머니쥐속(Wyulda)의 유일종이다. 홀로 생활하는 야행성 동물이며, 먹이는 풀과 꽃, 나무 열매 등이다. 통용명이 함축하는 바와 같이, 털이 없는 바늘꼬리가 다른 유대류와 구별되는 특징이다. 비늘꼬리주머니쥐의 분포 지역은 아주 제한적이며, 얌피 해협과 칼룸부루 사이의 킴벌리 북부 지역의 비가 많이 내리는 해안가 지역과 엠마 고지 킴벌리 동부 안쪽에서 발견된다.